# Porphyrinia nymphodora
Porphyrinia nymphodora är en fjärilsart som beskrevs av Edward Meyrick 1902. Porphyrinia nymphodora ingår i släktet Porphyrinia och familjen nattflyn. Inga underarter finns listade i Catalogue of Life.